# Szalonna (Borsod-Abaúj-Zemplén)
Szalonna est un village et une commune du comitat de Borsod-Abaúj-Zemplén en Hongrie.
Le village est connu des Hongrois pour son nom identique au mot szalonna signifiant "lard", mais le nom viendrait du terme slave Slověna.

## Géographie
Le village est situé à 45 Km au nord de Miskolc, le long de la rivière Bódva, sur la route menant à la frontière slovaque d'Hidvégardó.

## Transports en commun
Le village est desservi par la ligne de train Miskolc - Tornanádaska et par la ligne de bus Sajószentpéter - Hidvégardó (frontière).

## Architecture et lieux d'intérêt
Le village est presque exclusivement composé de maisons de type Kádár-kocka.
Le temple réformé est un exemple d'architecture romane.
Le lac de barrage de Rakaca (Rakaca-víztároló) se trouve sur le territoire de la commune.